# Atletico Roma
Atletico Roma war ein italienischer Fußballverein aus Rom. Die Vereinsfarben waren Weiß und Rot. Als Stadion diente dem Verein das Stadio Flaminio, das Platz für 32.000 Zuschauer bietet.

## Geschichte
Der Verein wurde 1972 als AS Lodigiani gegründet. In der Saison 2001/02 entstand aus der Fusion der beiden Vereine Cisco Tor Sapienza und Collantino der Verein Cisco Collantino. Die Mannschaft stieg bis in die Serie D auf. Nach der Saison 2002/03 wurde die Mannschaft in Cisco Calcio umbenannt und der Serie-C2-Verein AS Lodigiani gekauft. Die Folgesaison trat man als AS Cisco Lodigiani an. Die Mannschaft erhielt vor der Saison 2005/06 den definitiven Namen Cisco Roma. Den ersten Höhepunkt erreichte die Mannschaft im Jahr 2006/07 mit dem zweiten Platz in der Serie C2, der vierthöchsten Liga Italiens. Damals war unter anderem der Stürmer Paolo Di Canio im Kader. In der Saison 2009/10 erreichte die Mannschaft Platz drei und stieg in die Lega Pro Prima Divisione auf. Im Jahr 2010 erfolgte erneut eine Umbenennung des Vereins in Atletico Roma und nur ein Jahr später erfolgte die Auflösung des Vereins.

### Platzierungen
| Saison                                                           | Platz |
| ---------------------------------------------------------------- | ----- |
| Serie C2/C 2005/06                                               | 6     |
| Serie C2/B 2006/07                                               | 2     |
| Serie C2/C 2007/08                                               | 9     |
| Lega Pro Seconda Divisione/B 2008/09                             | 6     |
| Lega Pro Seconda Divisione/C 2009/10                             | 3     |
| Lega Pro Prima Divisione/B                                       | 3     |
| Aufstieg in die Lega Pro Prima Divisione nach der Saison 2009/10 |       |

## Ehemalige Spieler
- Francesco Totti
- Paolo Di Canio
- Diaw Doudou
- Gianluca Lapadula
- Daniele Franceschini
- Emiliano Moretti
- Luca Toni